# 卯衣
卯衣（うい）は日本の女性声優。主にアダルトゲームに声をあてている。

## 出演作品
太字は主役・メインキャラクター

### ゲーム

#### 2009年
- Dies irae 〜Acta est Fabula〜（子供）

#### 2010年
- 星空へ架かる橋（星野 歩）[1]

#### 2011年
- ジンコウガクエン[2]
- 太陽のプロミア（ポッカ）[3]
- 七つのふしぎの終わるとき（リドリィ・ウェルシュ）
- 初恋予報。（植村 春雛）[4]
- HOTEL.（桜井 彩花）[5]
- もろびと こぞりて 〜JOY TO THE WORLD! THE LORD IS COME〜（恵利原 歌乃）[6]
- やや、置き場がない!（夏目 朝顔）[7]
- your diary（榎本 香穂）[8]

#### 2012年
- 初恋前線。（植村 春雛）
- Friends（シェーア・ビスマルク）[9]
- 星空へ架かる橋AA（星野 歩）[10]
- 英雄*戦姫（フビライ・ハン[11]、ディオゲネス[12]）
- イモウトノカタチ（瀬名 美優樹）[13]
- 月に寄りそう乙女の作法（桜小路 ルナ）[14]
- 流星のアーカディア(草薙 天乃)[15]
- 花色ヘプタグラム（円乃 瞳）

#### 2013年
- モテすぎて修羅場なオレ（百井 霧子）[16]
- らぶおぶ 恋愛皇帝 of LOVE!（木ノ下 みお）[17]
- 乙女理論とその周辺 -Ecole de Paris-（桜小路 ルナ）[18]
- カルマルカ*サークル（笹倉 未来）[19]
- 戦国†恋姫〜乙女絢爛☆戦国絵巻〜（本多 綾那 忠勝）[20]

#### 2014年
- 世界と世界の真ん中で（朱音 遥）[21]
- 相州戦神館學園 八命陣（百鬼空亡）[22]
- 英雄*戦姫GOLD（フビライ・ハン、ディオゲネス）[23]
- 空飛ぶ羊と真夏の花 -When girls wish upon a star.-（神谷 月葉）[24]
- your diary+H（榎本 香穂）[25]
- アストラエアの白き永遠（螢 りんね）[26]
- 恋する彼女の不器用な舞台（知紗先生）[27]

#### 2015年
- 11月のアルカディア（羽鳥 愛瑠）[28]
- なついろレシピ（小田巻 花梨）[29]
- 剣聖機 アルファライド（イセル）[30]
- こころリスタ!（真名井 真理歩）[31]
- 空色イノセント（二風谷 華子）[32]
- QUINTUPLE☆SPLASH（八潮 沙保里）[33]

#### 2016年
- ノラと皇女と野良猫ハート（ユウラシア・オブ・エンド）[34]
- 戦国†恋姫X〜乙女絢爛☆戦国絵巻〜（本多 綾那 忠勝）[35]
- ハナヒメ*アブソリュート!（ビーズちゃん）[36]
- スキとスキとでサンカク恋愛（鳴滝 真帆）[37]

#### 2017年
- アストラエアの白き永遠 Finale -白き星の夢-（螢 りんね）[38]
- 初情スプリンクル（花房 早希）
- 真・恋姫†夢想-革命- 蒼天の覇王 (魯粛 包 子敬)
- 絆きらめく恋いろは (朱雀院 椿)
- 天結いキャッスルマイスター（魔神ベリアル）
- 桜ひとひら恋もよう (水谷 芳野)
- ノラと皇女と野良猫ハート2（ユウラシア・オブ・エンド）[39]

#### 2018年
- IxSHE Tell (結城 彩楓) [40]
- 処女はお姉さまに恋してる 3つのきら星（仲邑 茉理）[41]
- 真・恋姫†夢想 -革命- 孫呉の血脈 (魯 粛)
- もっとI×SHE Tell 彩楓&芳乃 ミニアフターストーリー (結城 彩楓) [42]

#### 2019年
- 絆きらめく恋いろは -椿恋歌- (朱雀院 椿)
- ガールズ・ブック・メイカー -幸せのリブレット- (イストリア)
- 真・恋姫†夢想 -革命- 劉旗の大望 (魯 粛)
- 若葉色のカルテット (峰岸 都)

#### 2020年
- ガールズ・ブック・メイカー -グリムと3人のお姫さま- 1 (イストリア)
- ガールズ・ブック・メイカー -グリムと3人のお姫さま- 2 (イストリア)
- ガールズ・ブック・メイカー -グリムと3人のお姫さま- 3 (イストリア)
- 琥珀色のハンター (エリカ・アンバー)
- 椿とワンルーム -絆きらめく恋いろはSS- (朱雀院 椿)
- 保健室のセンセーとシャボン玉中毒の助手（オトヒメ）[43]
- 紅月ゆれる恋あかり（朱雀院 椿）[44]

#### 2021年
- ノラと皇女と野良猫ハート ネコのお考え100連発!! (ユウラシア・オブ・エンド)
- Princess×Princess (天石 らぴす)

#### 2022年
- 保健室のセンセーとゴスロリの校医(オトヒメ)[45]
- 真・恋姫†英雄譚4 〜乙女耀乱☆三国志演義［呉］〜（魯粛[46]）
- 保健室のセンセーと小悪魔な生徒会長（オトヒメ）[47]

#### 2023年
- 戦国†恋姫EX参～毛利家の絆編～（本多 綾那 忠勝）[48]
- 俺の瞳で丸裸! 不可知な未来と視透かす運命(八重桜 神愛)[49]

#### 2025年
- 朱雀四重奏 -"最強"ノ刀姫-（朱雀院 椿）

### オンラインゲーム
- ぼくらの放課後戦争 (雨音 りお)
- UNITIA 神託の使徒×終焉の女神（エルザ）

### コンシューマーゲーム
- your diary+（榎本 香穂）[50]
- アストラエアの白き永遠（螢 りんね）
- らぶおぶ恋愛皇帝 of LOVE!（木下 みお）
- 人気声優のつくりかた（新条 音杏）
- カルマルカ＊サークル（笹倉 未来）
- IxSHE Tell（結城 彩楓）[51]

### ドラマCD
- 置き場がない!（秋野美穂）
- Dies irae Verfaulen segen（本城恵梨奈）

### 歌
- アストラル アリア 〜しあわせな永遠へと〜（『アストラエアの白き永遠 初回限定版封入特典 ASTRAL ARIA』収録）
  - 桃園にな・小鳥居夕花・桐谷華・卯衣・鈴谷まや・桃山いおん